# Fragaria tibetica
Fragaria tibetica là loài thực vật có hoa trong họ Hoa hồng. Loài này được Staudt & Dickoré mô tả khoa học đầu tiên năm 2001.